# Johan Blanch
Johan Blanch, o Joan Blanch (fl. XIV secolo), è stato un trovatore occitano che ha composto una canso per un joc floral al Consistori del Gay Saber.
In base a quanto si legge nella rubrica di un canzoniere del XIV secolo, era un catalano la cui sua composizione poetica "vinse la violetta" (gazaynet la violeta), il premio più alto. La sua canso è elegante e commovente. 
Le sue date sono completamente sconosciute, come lo è l'anno in cui vinse la violetta, sebbene Jaume Massó i Torrents ipotizzi il 1360. 